# Naya Crittenden
Naya Anisse Crittenden (* 15. Juni 1995 in Modesto, Kalifornien) ist eine US-amerikanische Volleyballspielerin.

## Karriere
Crittenden begann ihre Karriere an der Peter Johansen High School. Von 2013 bis 2014 studierte sie zunächst an der University of Oregon und spielte in der Universitätsmannschaft Ducks. Anschließend setzte sie ihr Studium an der University of Illinois fort. 2016 war die Diagonalangreiferin zunächst bei Gigantes de Carolina aktiv. Anfang 2017 wechselte sie zum italienischen Zweitligisten Volalto Caserta. In der Saison 2018/19 spielte Crittenden bei Újpesti TE Budapest und trat mit dem Verein auch im Challenge Cup an. In der Saison 2019/20 war sie beim Schweizer Verein Volleyball Franches-Montagnes und wurde als beste Scorerin der Liga ausgezeichnet. 2020 wurde sie vom deutschen Bundesligisten Dresdner SC verpflichtet. Mit dessen Bundesligakader gewann sie in der Saison 2020/21 die deutsche Meisterschaft. Nach dem Ende der Saison gab der Verein bekannt, den auslaufenden Vertrag mit Crittenden nicht zu verlängern.